# 可突于
可突于（？—734年），《资治通鉴》作可突干，唐朝契丹将领。恃权多次废立联盟首领。
可突于骁勇有谋略，深得众心。唐玄宗开元三年（715年），随契丹首领（松漠都督府都督）李失活附唐，受封静析军副使。后继的契丹首领李娑固想除掉他。开元八年（720年），事情败露，可突于反攻李娑固，娑固投奔营州。营州都督许钦澹令薛泰率领骁勇五百人，又征奚王李大辅和娑固联合众讨伐可突于。官军不胜，娑固、大辅临阵被可突于所杀，薛泰被生擒。许钦澹移军西入榆关。可突于立李娑固的堂弟李郁于为主，遣使者向唐朝谢罪。唐玄宗册立郁于，令他承袭娑固官爵，赦免可突于之罪。
开元十年（722年），可突于入朝，唐玄宗拜可突于左羽林将军，唐玄宗带着可突于一起驾幸并州。开元十一年（723年），郁于病死，其弟李吐于袭爵。吐于与可突于相猜忌。开元十三年（725年），李吐于携燕郡公主投奔唐朝内地，可突于立李尽忠的弟弟李邵固为主。李邵固派遣可突于入朝，贡献方物，中书侍郎李元纮不礼遇他，可突于见唐朝对自己擅权不满，深为忌恨，于是不高兴地回去了。开元十八年（730年）五月，可突于杀亲唐的李邵固，立遥辇屈列为王，率部落叛唐，并裹胁奚族投降突厥。六月，进攻平卢（今河北卢龙），败于捺禄山。
开元二十年（732年）三月，唐朝命礼部尚书信安王李祎为行军副大总管，领众与幽州长史赵含章出塞，在幽州北山大破契丹，俘获甚众，可突于逃跑，奚族投降。开元二十一年（733年）春，借突厥兵之威，可突于又来侵犯唐边，幽州长史薛楚玉、副总管郭英杰、吴克勤、乌知义、罗守忠率一万骑兵和奚族攻击，战于渝关都山（今河北青龙县西北）之下。可突于引来突厥兵，奚人害怕，临阵脱逃。郭英杰、吴克勤阵亡，属下六千人被杀。开元二十二年（734年）六月，幽州长史兼御史中丞张守珪进逼可突于，可突于先是诈降，然后又想投奔突厥。当时与别帅李过折（遇折）分掌兵马，相互争权不协。十二月，张守珪派遣管记王悔和契丹衙官李过折联络，李过折夜斩可突于、屈烈数十人，归降唐朝。
开元二十三年（735年）正月，可突于的首级传至东都。可突于余党泥礼弑杀李过折和他的儿子，屠灭其家，泥礼拥立遥辇氏迪辇组里为阻午可汗（唐名李怀秀）。